# Gewichtssprache
Gewichtssprache ist ein Terminus, der von Theo Vennemann zur Klassifikation der versmetrischen Systeme der verschiedenen Sprachen der Welt benutzt wird.

## Leichte und schwere Silben
Eine Sprache wird als Gewichtssprache klassifiziert, „wenn es in ihr einen phonologisch relevanten Unterschied zwischen leichten und schweren Silben gibt; dabei unterscheiden sich die schweren Silben durch ein phonologisch definierbares 'Mehr' von den leichten Silben“ (Vennemann); dieses 'Mehr' ist einzelsprachlich verschieden.
Das Deutsche ist eine Gewichtssprache. Keine Gewichtssprachen sind z. B. das Französische und das Polnische.

## Quantitierende und nichtquantitierende Gewichtssprachen
Innerhalb der Gewichtssprachen unterscheidet man zwischen quantitierenden (d. h. die Silbenlänge berücksichtigenden) und nichtquantitierenden Gewichtssprachen. 
In quantitierenden Gewichtssprachen sind leichte Silben dadurch definiert, dass sie kurz oder nicht gewichtsrelevant sind, und schwere Silben sind dadurch definiert, dass sie lang sind. Eine Silbe ist kurz, wenn sie offen und kurzvokalisch ist; andernfalls ist sie lang. Beispiele für quantitierende Gewichtssprachen sind Arabisch, Tschechisch und Mittelhochdeutsch. 
Das Neuhochdeutsche hingegen ist eine nichtquantitierende Gewichtssprache. Hier sind schwere Silben dadurch definiert, dass sie einen Akzent tragen, d. h. betont sind, und leichte Silben sind dadurch definiert, dass sie keinen Akzent tragen, also unbetont sind. 
Die in nichtquantitierenden Gewichtsprachen gleichwohl existenten Längen und Kürzen von Silben sind nicht „gewichtsrelevant“, das heißt: sie bestimmen nicht die prosodischen Eigenschaften dieser Sprache. Umgekehrt gilt, dass der in quantitierenden Sprachen möglicherweise existierende Wortakzent nicht gewichtsrelevant ist.

## Praktische Anwendung
Diese linguistischen Kategorien sind hilfreich, wenn man Schwierigkeiten bei der Übertragung metrischer Systeme von einer Einzelsprache in eine andere erklären will. Zum Beispiel mussten antike Versfüße aus dem Griechischen oder Lateinischen (morenzählende Sprachen), die aus Längen und Kürzen bestehen, bei der Übertragung ins Neuhochdeutsche (eine nichtquantitierende Gewichtssprache) zu Versfüßen aus betonten und unbetonten Silben umgebaut werden.
Ebenso mussten in der frühen Neuzeit die aus dem Mittelhochdeutschen überkommenen Versmaße (z. B. der Nibelungenstrophe) an die veränderte Prosodie des Neuhochdeutschen angepasst werden. Als ein Krisensymptom dieses Prozesses gilt laut Theo Vennemann der metrisch relativ freie Knittelvers des 15. und 16. Jahrhunderts, der sich wegen der Inkompatibilität der frühneuhochdeutschen Prosodie mit dem Mittelhochdeutschen eher an dem Vorbild der silbenzählenden französischen Metrik orientiere. Die erfolgreiche Umstellung auf eine akzentbasierte deutsche Metrik gelang erst in Martin Opitz’ einflussreichem Werk Von der deutschen Poeterey (1624). Als Folge dieser Umstellung entstand unter anderem der Mythos von der "Füllungsfreiheit" mittelalterlicher und frühneuhochdeutscher Versmaße.